# Deseret (Utah)
Deseret est une census-designated place du comté de Millard, dans l'État de l'Utah, aux États-Unis. En 2020, elle compte une population de 327 habitants.